# Alexander Gentz

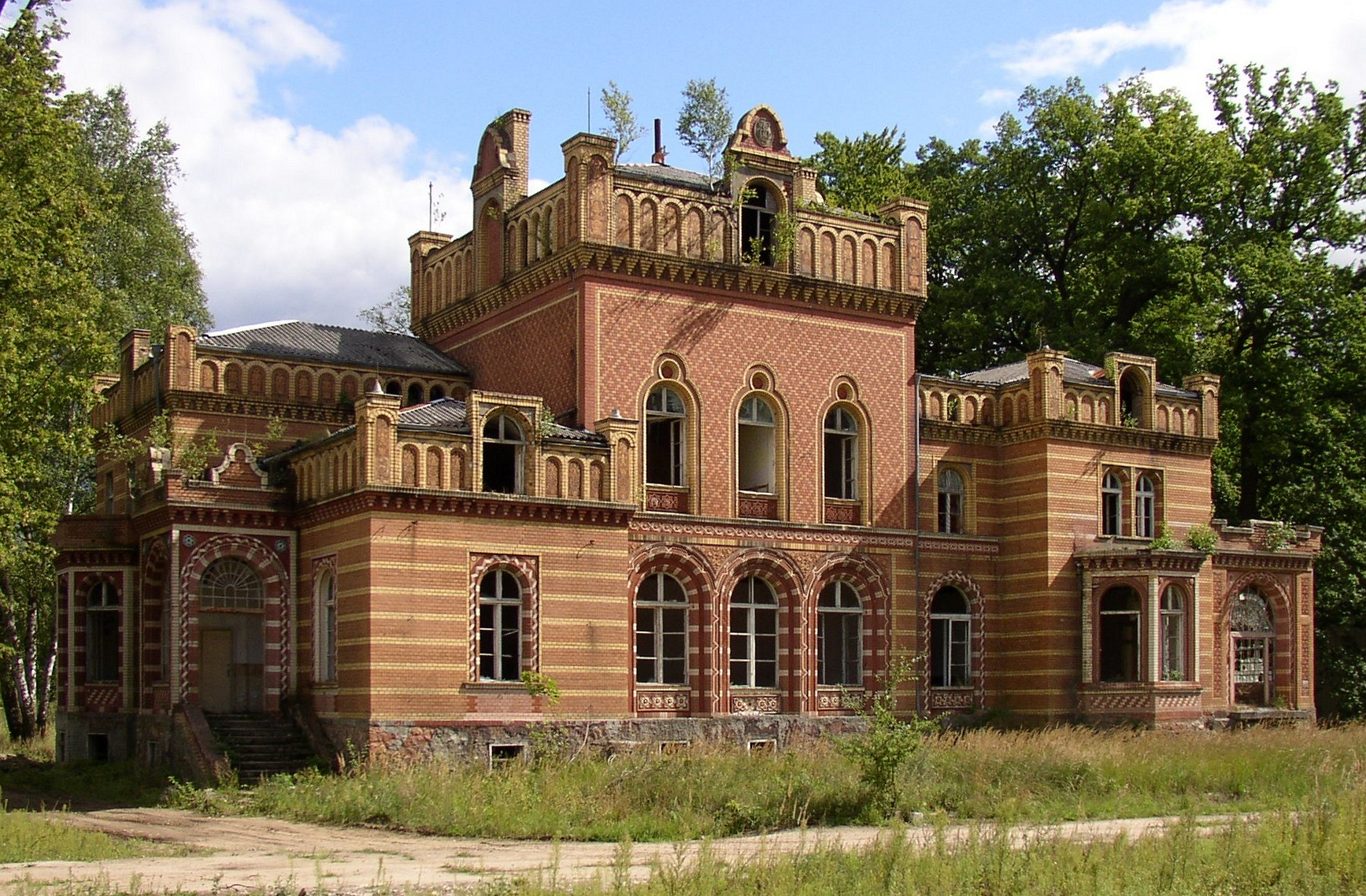
Herrenhaus in Gentzrode

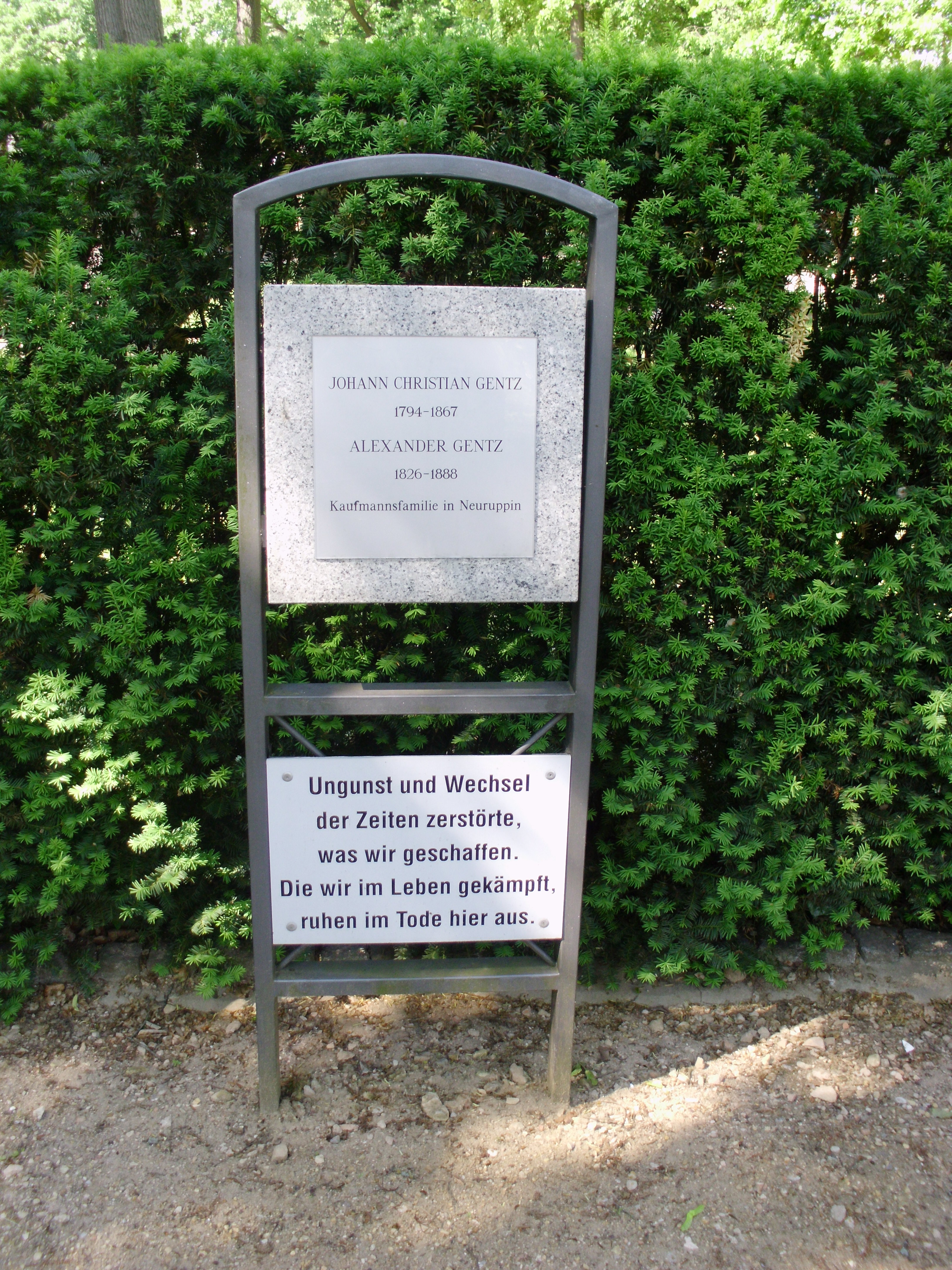
Erinnerungsplatte für die Kaufmannsfamilie Gentz auf dem Platz des ehemaligen Alten Friedhofs in Neuruppin

Ludwig Alexander Gentz (* 14. April 1826 in Neuruppin; † 3. Juli 1888 in Stralsund) war ein preußisch-deutscher Unternehmer.

## Leben
Alexander Gentz war das drittes von fünf Kindern des Unternehmers Johann Christian Gentz (1797–1867) und dessen Ehefrau Juliana (1787–1852) und Bruder des Malers Wilhelm Gentz (1822–1890). Er besuchte eine Handelsschule in Magdeburg und unternahm anschließend Reisen nach England, Frankreich und Algier zur Vervollkommnung seiner kaufmännischen, kulturellen und Sprachbildung; in Paris erlebte er im Februar 1848 die bürgerliche Revolution, die er zeit seines Lebens verteidigte. In Algier prägte er die Liebe zur orientalischen Kultur aus. Nach Hause zurückgekehrt, arbeitete er in den väterlichen Unternehmungen.
Im Jahre 1853 kauften Vater und Sohn Gentz in Neuruppin die ehemalige Gartenanlage des preußischen Kronprinzen Friedrich; sie beschlossen, sie in Memoriam an den Aufenthalt Friedrichs wieder herzurichten und der Öffentlichkeit zugänglich zu machen. Das „Heiligtum“ des Gartens, ein kleiner Tempel, der das Erstlingswerk des späteren friderizianischen Baumeisters Georg Wenzeslaus von Knobelsdorff darstellt, wurde restauriert und mit Friederiziana ausgestaltet; nach diesem Bauwerk heißt der Garten heute „Tempelgarten“. Weitere Baulichkeiten, wie die Umfassungsmauer, die Villa und das Gärtnerwohnhaus, entstanden – alle ausnahmslos im orientalisierenden Stil – geplant und errichtet von dem Berliner Architekten Carl v. Diebitsch (1822–1869).
1856 heiratete Alexander Gentz die Tochter des Heinrich-Heine-Verlegers Julius Campe, Helene, aus Hamburg. Ihrer Ehe entsprangen sieben Kinder, zu denen fünf weitere an Kindesstatt aufgezogen wurden. Im gleichen Jahr übernahm Alexander alle Geschäfte, das Bankhaus und das Torfunternehmen seines Vaters. 1858 begannen Vater und Sohn mit dem Erwerb und Tausch zahlreicher, großer Grundstücke um Neuruppin mit dem Ziel, ein Familiengut zu errichten, auf dem später der als Gut Gentzrode benannte landwirtschaftliche Musterbetrieb entstand.
Er war für eine Expansion des Torfunternehmens verantwortlich, das schließlich tausend Arbeiter beschäftigte. Für den Transport wurde der Fehrbelliner Kanal gebaut. Allerdings konnte dies nicht verhindern, dass der Torfabsatz zurückging. In Neuruppin engagierte sich der Kaufmann für die Belange der Stadt; jungen Kaufleuten half er materiell und finanziell bei der Begründung deren Geschäfte. Für die Schuljugend öffnete er den Tempelgarten zur sportlichen Betätigung und unterstützte Bildungsaufgaben. Er begründete und leitete das Komitee für die Errichtung eines Denkmals für seinen Landsmann, den Architekten Karl Friedrich Schinkel, das 1883 in der Stadtmitte entstand. So wurde er auch zum (unbesoldeten) Senator Neuruppins gewählt. Als jedoch im Mai 1873 der Wiener Gründerkrach die große Wirtschaftskrise einleitete und die französischen Kriegskontributionen nach dem Deutsch-Französischen Krieg (1870/71) den deutschen Kapitalmarkt zu überschwemmen drohten und die Nachfrage nach Wertpapieren die Aktien stürzen ließen, erlitt das Bank- und Handelshaus J. C. Gentz irreparable finanzielle Schäden, denen schließlich am 4. Juni 1880 die Anmeldung des Konkurses aller Unternehmungen Gentz’ folgte. Die Stadt Neuruppin, die ihren Senator auch in Neid und Missgunst ob seiner wirtschaftlichen Erfolge gegenüberstand, ließ den Unternehmer zunächst des Bankrotts, schließlich des betrügerischen Bankrottes anklagen. Obwohl Gentz für die geprüften 17 Wirtschaftsjahre sämtliche Transaktionen eindeutig nachweisen und innerhalb von sechs Wochen alle Gläubiger durch den Verkauf seiner Kunstsammlung, des Tempelgartens und des Gutes Gentzrode auszahlen konnte, wurde er im Juni 1883 wegen Bankrotts zu einer mehrmonatigen Gefängnisstrafe verurteilt. „Keine Hand in Neuruppin regte sich für ihn“, beschrieb ein Mündel Alexanders und Helenes, Hugo Jeltsch, die Situation. Auch in Berlin löste der Konkurs und das Gerichtsverfahren gegen den allgemein bekannten, geschäftstüchtigen und sympathischen Alexander Gentz große Bestürzung in politischen, wirtschaftlichen und Künstlerkreisen aus. Am 11. Mai 1884 hob das Deutsche Reichsgericht in Leipzig das Urteil gegen den Kaufmann Alexander Gentz auf, sprach ihm von allen Vorwürfen frei und kritisierte das Neuruppiner Gerichtsverfahren. Zwei Jahre später verließ Alexander Gentz mit seiner Familie seine Heimatstadt und ließ sich in Stralsund nieder. Hier hatte er die Fischkonservenfabrik W. Palm erworben, die er bis zu seinem Tode am 3. Juli 1888 bewirtschaftete; sie wurde von der Familie weiter betrieben.
Die Gentzens waren die Nachbarn der Eltern von Theodor Fontane (1819–1898). Der Schriftsteller hatte zeitlebens einen intensiven Kontakt zu Alexander Gentz und später auch zu dessen Bruder Wilhelm (1822–1890), der nach einer über zehnjährigen künstlerischen Ausbildung in Frankreich in Berlin als Orientmaler lebte. Ab 1860 unterstützte Alexander Gentz den Schriftsteller Fontane in vielfältiger Form bei den Arbeiten an dessen Reisewerk Grafschaft Ruppin, das später auf insgesamt vier Bände anwuchs und mit der 2. Auflage den zusammenfassenden Titel „Wanderungen durch die Mark Brandenburg“ trug; „Die Grafschaft Ruppin“ blieb der erste Teil. Gentz ließ Fontane in seinem Hause nächtigen oder übernahm die Beherbungs- bzw. Bewirtungskosten für ihn, stellte ihm das Pferdefuhrwerk zur Verfügung oder wanderte mit ihm durch das Ruppiner Land. Auf Anfragen von Fontane schrieb er auch Manuskripte für den Wanderungsband, so zum Vater Johann Christian Gentz und Gentzrode, den Tempelgarten und den Kronprinzen Friedrich in Preußen. Er öffnete Fontane durch seine Fürsprache so manche Tür adeliger Häuser in Ruppin und recherchierte die historischen Fakten fast aller ruppinschen Städte und Dörfer für ihn. Ohne Alexander Gentz ist der erste Wanderungsband „Die Grafschaft Ruppin“, der zu Lebzeiten Fontanes fünf Auflagen erlebte, welche eine jede umgearbeitet bzw. erweitert worden war, nicht denkbar. „Gentzrode“ bildet seit der 3. Auflage (1875) den Schluss des 1. Bandes der „Wanderungen“; das Kapitel wurde später noch erweitert und bietet u. a. ein Lebensbild Alexander Gentz’. Fontane erwähnte ihn daher mehrfach in seinen Notizbüchern.
Heute erinnert die Stadt Neuruppin auf dem Ehrenhain berühmter Neuruppiner – wie die Bilderbogenfabrikanten – an ihren ehemaligen Senator und Herzblut-Neuruppiner, den Kaufmann Alexander Gentz.